# Jüdischer Friedhof (Crainfeld)

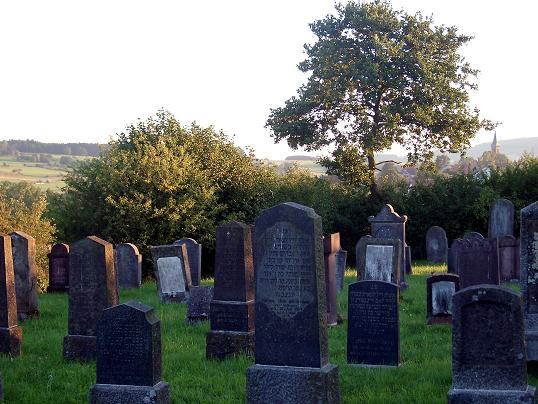
Jüdischer Friedhof Crainfeld

Der Jüdische Friedhof Crainfeld ist ein jüdischer Friedhof bei Crainfeld, einem Ortsteil der Gemeinde Grebenhain im Vogelsbergkreis (Hessen). Der Friedhof ist ein geschütztes Kulturdenkmal und befindet sich nördlich des Ortes oberhalb der Straße nach Bannerod.
Der Friedhof der Jüdischen Gemeinde Crainfeld wurde vermutlich Anfang des 19. Jahrhunderts angelegt und 1858 erweitert. Die älteste Grabinschrift ist von 1820. Auf dem 16,41 Ar großen Friedhof sind noch etwa 75 Grabsteine (Mazewot) vorhanden. Die letzte Bestattung fand im Jahr 1937 statt.